# ژاک بلفروا
ژاک بلفروا (به فرانسوی: Jacques Bellefroid) نویسنده قرن بیستم میلادی اهل فرانسه است.